# 安龙花
安龙花（学名：Dyschoriste sinica）是爵床科安龙花属的植物。分布于中国大陆的贵州、湖南等地，属中国原产的植物（非从国外引种）。其种加词sinica，意为“中华的”。